# Achitométl
Achitométl (del náhuatl: achitometl ‘agua del maguey’‘atl, agua; chi, yantli (chia); metl, maguey’) en la mitología mexica es el rey de Colhuacán, que por mandato de Huitzilopochtli, fueron unos emisarios a dialogar con él cuando los aztecas o mexicas llegaron al Valle de México, procedentes de la mítica ciudad de Aztlán (del náhuatl: aztlan ‘lugar de las garzas’‘azta, garza; titlan, entre; tl, junto de; can, lugar’) o Chicomóztoc (del náhuatl: chicomoztoc ‘siete cuevas’‘chico, siete; moztoc, cuevas’) (sitio localizado en Nayarit o Sinaloa aunque algunos historiadores creen que es un lugar mítico), en el año 1116 d. C., guiados por su dios Huitzilopochtli y su sacerdote Huitzil. Muchos fueron los problemas que se encontraron en su largo peregrinar hasta encontrar un águila devorando a una víbora encima de un nopal? (cita requerida, no existe documento alguno donde se haga referencia a la serpiente) Antes de establecerse en el Valle de México, los aztecas en su éxodo habían pasado por la tierra sagrada que ellos llamaron Teotihuacán (lugar de los dioses o donde los hombres se hacen dioses), al ver esta ciudad se encontraba en ruinas (abandonada a mediados del s. VII D.C.), se asombraron ante la vista de aquella esplendorosa e imponente metrópoli, lo cual les dio un sentido y visión de lo que pretendían lograr con su ciudad (su primer contacto con la cultura tolteca).
Además ahí sugirió el mito del Quinto Sol; cuando los mexicas llegan a México se encuentran con otros pueblos perfectamente establecidos en señoríos como Colhuacán, Azcapotzalco, Chalco, Coyoacán y del otro lado de los volcanes Cholula y Cacaxtla. Estos pueblos eran una mezcla entre bárbaros chichimecas (migraciones del norte anteriores a la azteca), y toltecas sobrevivientes de la caída de Tula o toltecas norteños (de la Quemada Zacatecas). La relación de los mexicas con estos señoríos o reinos fue contradictoria, por un lado se sentían atraídos por el alta cultural (toltecáyotl) y por otro tuvieron que ser tributarios. En un inicio vasallos de Colhuacán, los mexicas le pidieron tierras al rey, el cual después de mucho cavilar les dio una isleta entre carrizales y plagada de serpientes, el Tizapán, esperando que los aztecas murieran o se fueran. Los antiguos mexicanos lejos de retroceder o perecer demostraron su valor y fiereza, por lo que empezaron a tributar hombres para la guerra contra los de Colhuacán, justamente en un conflicto con los xochimilcas, los aztecas les tributaron muy pocos guerreros, los suficientes para vencer al reino de Xochimilco y llevarle las orejas de los vencidos al rey de Colhuacán como símbolo de guerra. 
En 1323 los mexicas le pidieron al rey colhua Achitométl, una hija para casarla con uno de sus guerreros, durante el casamiento los sacerdotes la sacrificaron por órdenes del dios Huitzilopochtli, lo cual desata la ira en Colhuacán y los mexicas tuvieron que salir huyendo hacia aguas desconocidas y pantanos, lugar donde habitaron, que mientras exploraban vieron la tierra prometida por su dios Huitzilopochtli, ahí estaba el islote con el águila desgarrando una serpiente sobre un nopal; después de encontrar el lugar acentuaron el Tlachzutetell, y su Tlalmomoztl, e hicieron la casa de Huitzilopochtli, este sitio estaba en el medio de tres reinos, y por lo tanto no era de ninguno, eran tierras de los tepanecas y de los tezcocanos bajo el liderazgo de los colhuas.